# Hyundai S-Coupé
La Hyundai S-Coupé è una coupé sportiva prodotta dalla casa automobilistica coreana Hyundai Motor Company dal 1989 al 1995.

## Storia
Versione a due porte della berlina economica Hyundai Excel, la S-Coupé è stata una delle versioni sportive di maggior successo della casa coreana.

## Prima serie (1989-1992)
In vendita sul mercato asiatico e negli Stati Uniti d'America già dalla fine del 1988, è stata commercializzata in Europa solo tra il 1989 e la primavera del 1990; la prima serie della S-Coupé era equipaggiata con un solo motore di origine Mitsubishi Motors da 1500 cm³ con 83 CV e 132 Nm di coppia motrice abbinato a un cambio manuale o automatico da cinque o quattro rapporti.
Grazie al peso ridotto la vettura raggiungeva la velocità di 176 km/h con uno scatto da 0-100 in circa 10 secondi.

## Seconda serie (1993-1995)

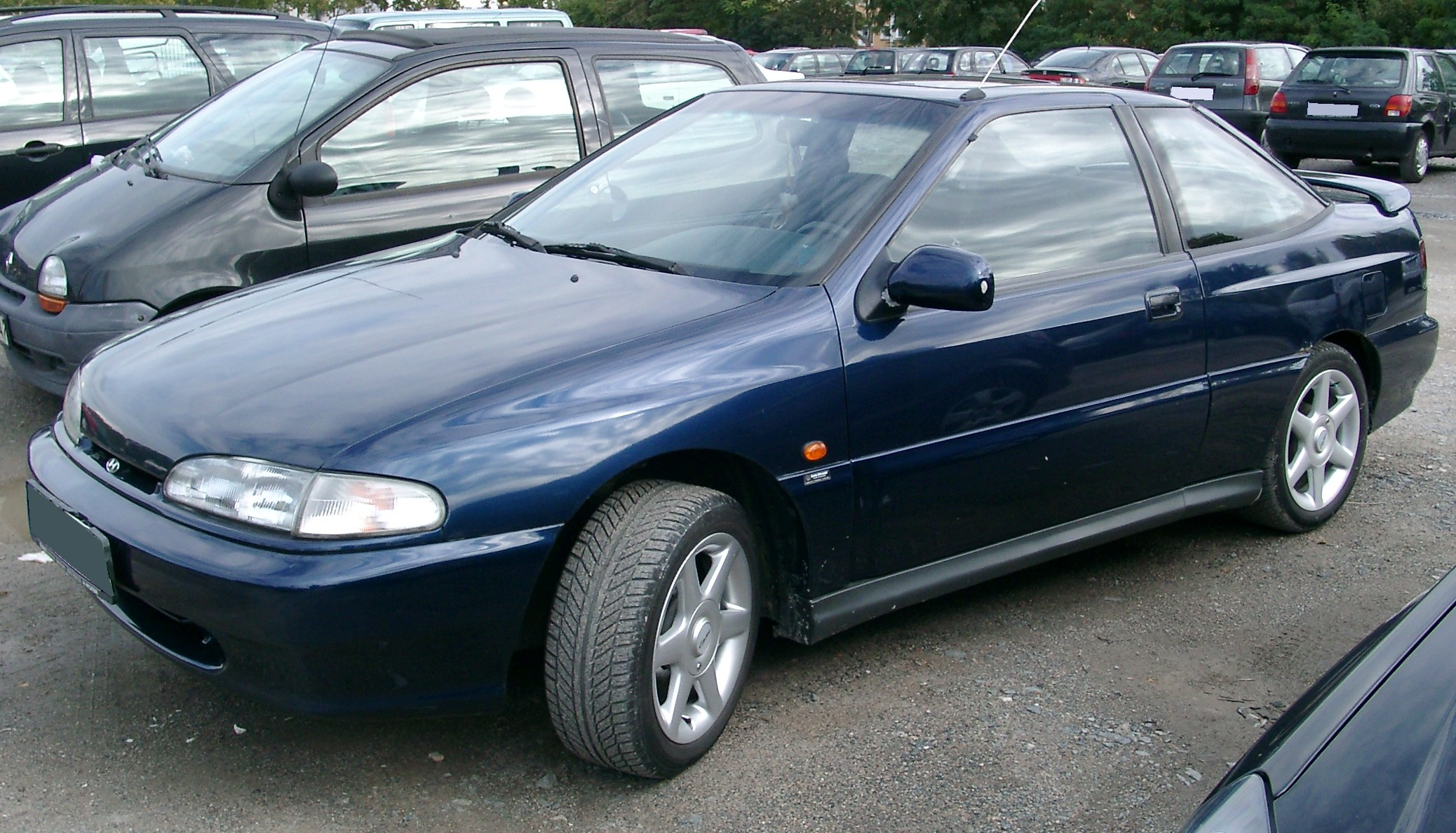
Hyundai S-coupé post restyling

In occasione del restyling avvenuto nel 1993, la vettura prese il nome di Scoupe e presentava dei paraurti più tondeggianti rispetto alla prima serie, seguendo anche la moda del periodo, come la Ford Probe e la Mitsubishi Eclipse. Anche la calandra è stata modificata, presentando il logo aziendale al centro della stessa.
Prodotta con due motorizzazioni da 92 CV per la versione aspirata a 115 per la versione turbocompressa, la S Coupé era dotata anche di un cambio automatico a quattro rapporti opzionabile solo per la versione aspirata mentre per la versione sportiva il cambio era manuale a cinque rapporti.
La versione turbo GT era un modello equipaggiato da un motore da 1500 cm³ a 12 valvole che per la versione europea consentiva di accelerare da 0 a 100 km/h in 7,6 secondi con una velocità massima di circa 200 km/h, mentre per la versione australiana percorreva lo 0-100 in 9 secondi con una velocità massima di 190 km/h. La versione aspirata, che era di fatto un aggiornamento della serie precedente, raggiungeva i 180 km/h scattando da 0-100 in circa 9,7 secondi.
La Hyundai S-Coupé è apparsa nello show televisivo della BBC Top Gear dove il presentatore Richard Hammond fingendosi un diciassettenne la scelse come auto per un adolescente (episodio 2 della 13ª stagione).
È uscita di produzione alla fine del 1995, sostituita dalla Hyundai Coupe.